# Marija Abramović
Marija Abramović (ur. 19 sierpnia 1987 w Zagrzebiu) – chorwacka tenisistka. Siostra innej tenisistki, Ivany Abramović.
Najwyższe miejsce w rankingu singlowym WTA Tour – 266. pozycję – osiągnęła 11 czerwca 2012 roku. Podczas notowania tego samego dnia zanotowała także najlepszy rezultat w grze podwójnej – zajmowała 141. lokatę